# Bachitherium
Il bachiterio (gen. Bachitherium) è un mammifero estinto, appartenente agli artiodattili. Visse nell'Oligocene inferiore (circa 30 milioni di anni fa) e i suoi resti fossili sono stati ritrovati in Europa.

## Descrizione
Questo animale era relativamente di piccole dimensioni, e l'altezza al garrese doveva superare di poco il mezzo metro. Le zampe posteriori di Bachitherium erano notevolmente più lunghe rispetto a quelle anteriori; la testa era piuttosto lunga, mentre il collo era corto. La mandibola era dotata di denti simili a zanne, che erano in realtà premolari modificati e spostati in posizione avanzata. Questa caratteristica faceva risultare le zanne superiori in posizione avanzata rispetto a quelle inferiori, mentre di solito nei mammiferi avviene il contrario (le zanne inferiori sono difatti costituite dai canini).

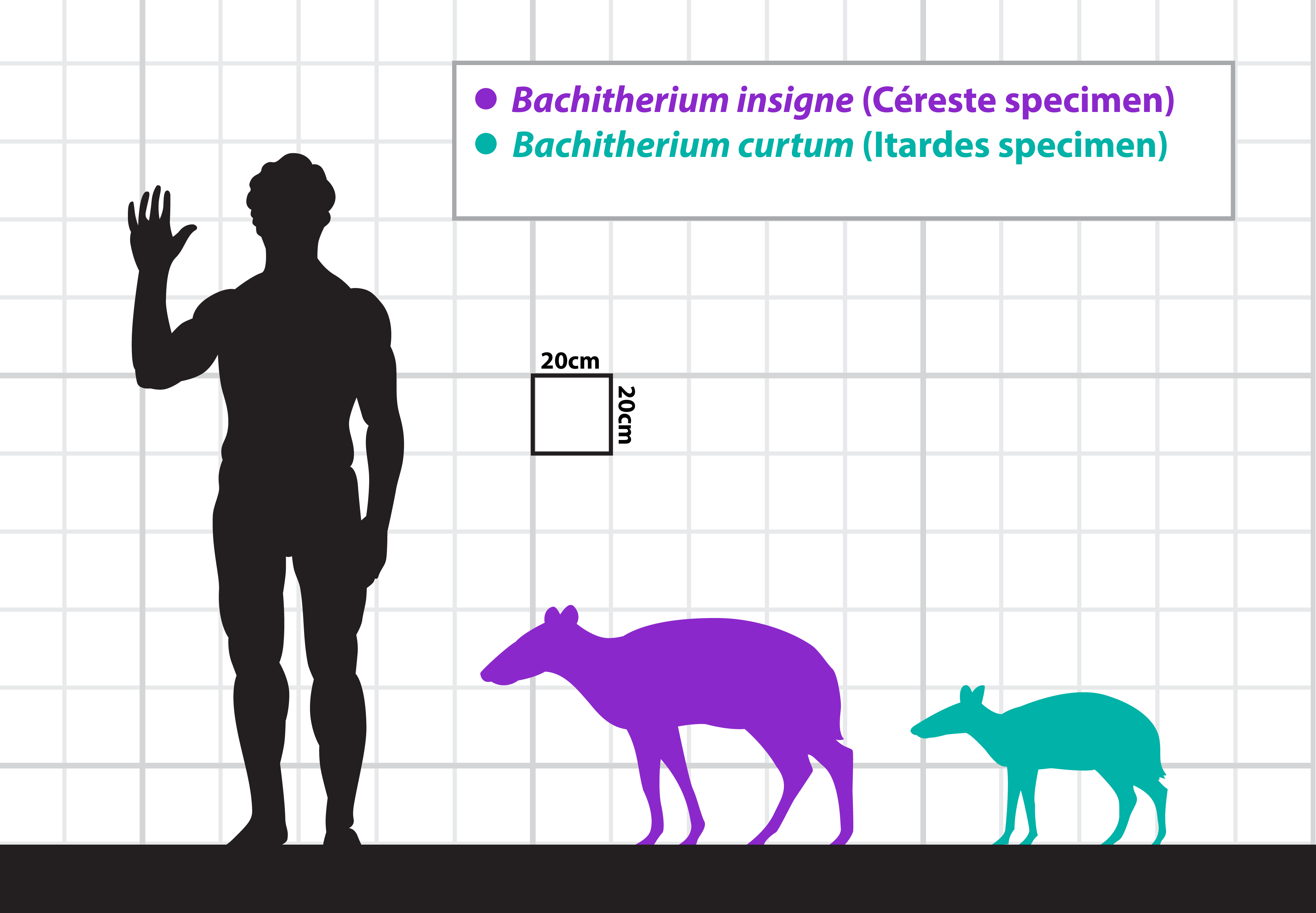
Silhouette di due specie di Bachitherium a confronto con quella di un uomo.

## Classificazione
Bachitherium faceva parte di una grande varietà di artiodattili primitivi, che si svilupparono in Europa all'inizio dell'Oligocene, appena dopo l'evento noto come Grande Coupure. Bachitherium è spesso classificato in una famiglia a sé stante (Bachitheriidae), che non ha lasciato discendenti; da altri studiosi è invece incluso nella famiglia dei gelocidi (Gelocidae), vicini all'origine dei ruminanti attuali. Era comunque imparentato con il gruppo dei moscoidi (Moschoidea), che include anche i cervidi. Tra le specie più note, da ricordare Bachitherium insigne, B. thraciensis e B. curtum.

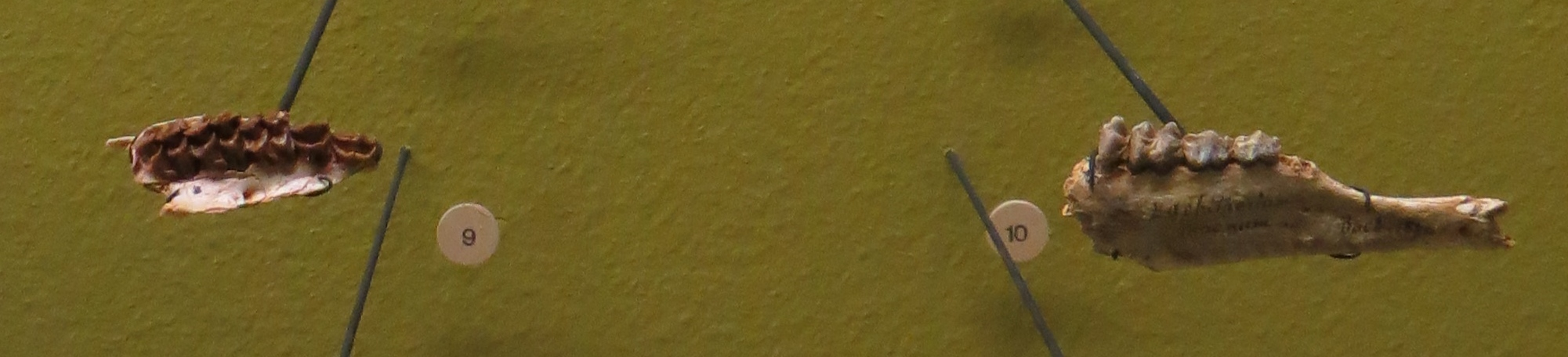
Mandibole di Bachitherium insigne

## Paleoecologia
L'aspetto di Bachitherium doveva essere piuttosto insolito, a causa delle zampe allungate simili a quelle di un'antilope, il collo corto e la testa lunga e massiccia. La dentatura indica che questo animale brucava le foglie tenere delle foreste; le proporzioni delle zampe fanno supporre che, come molti piccoli ruminanti odierni delle zone boscose, Bachitherium fosse in grado di muoversi agilmente attraverso la macchia, eludendo i predatori con potenti salti e improvvisi scarti laterali.

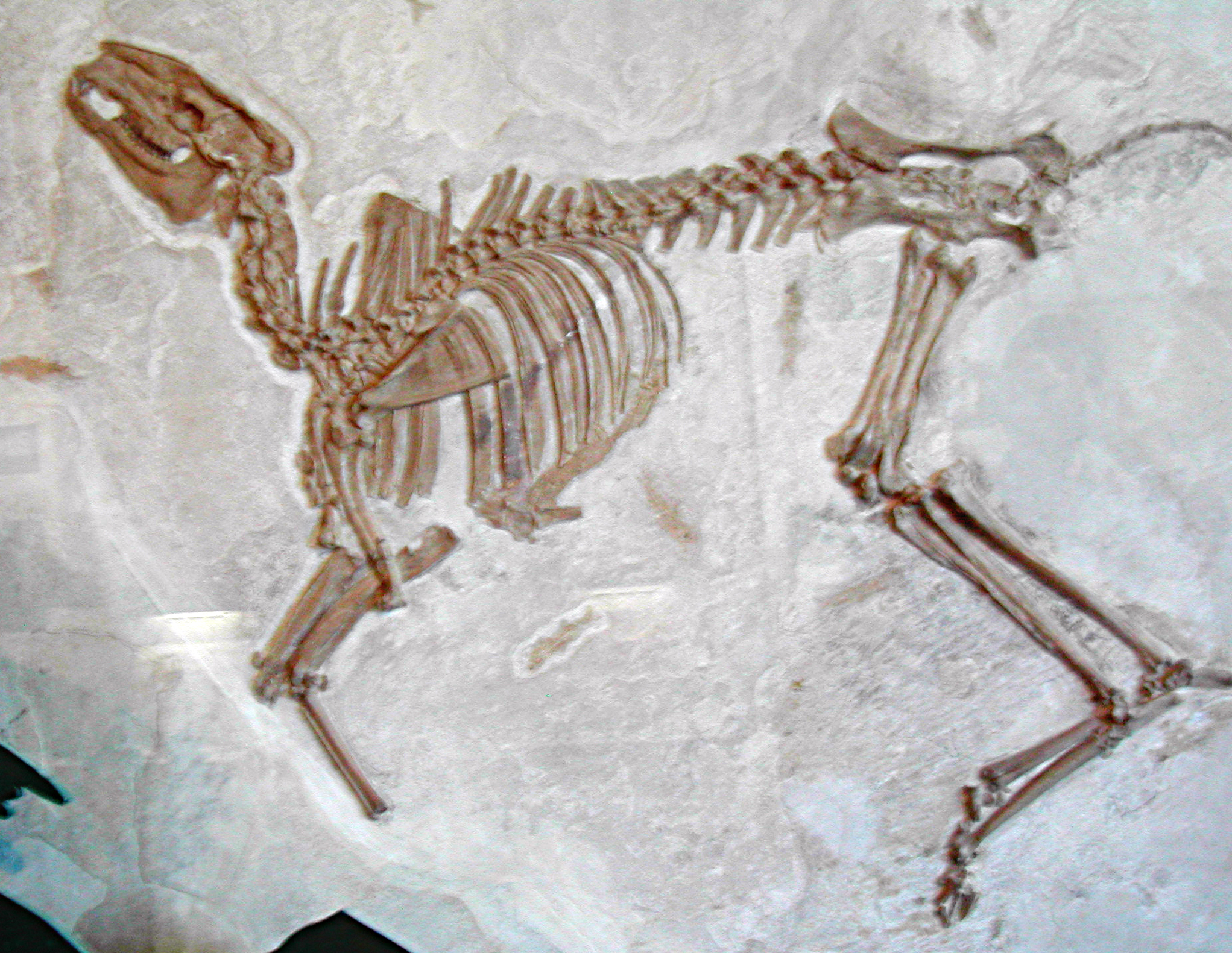
Fossile completo di Bachitherium

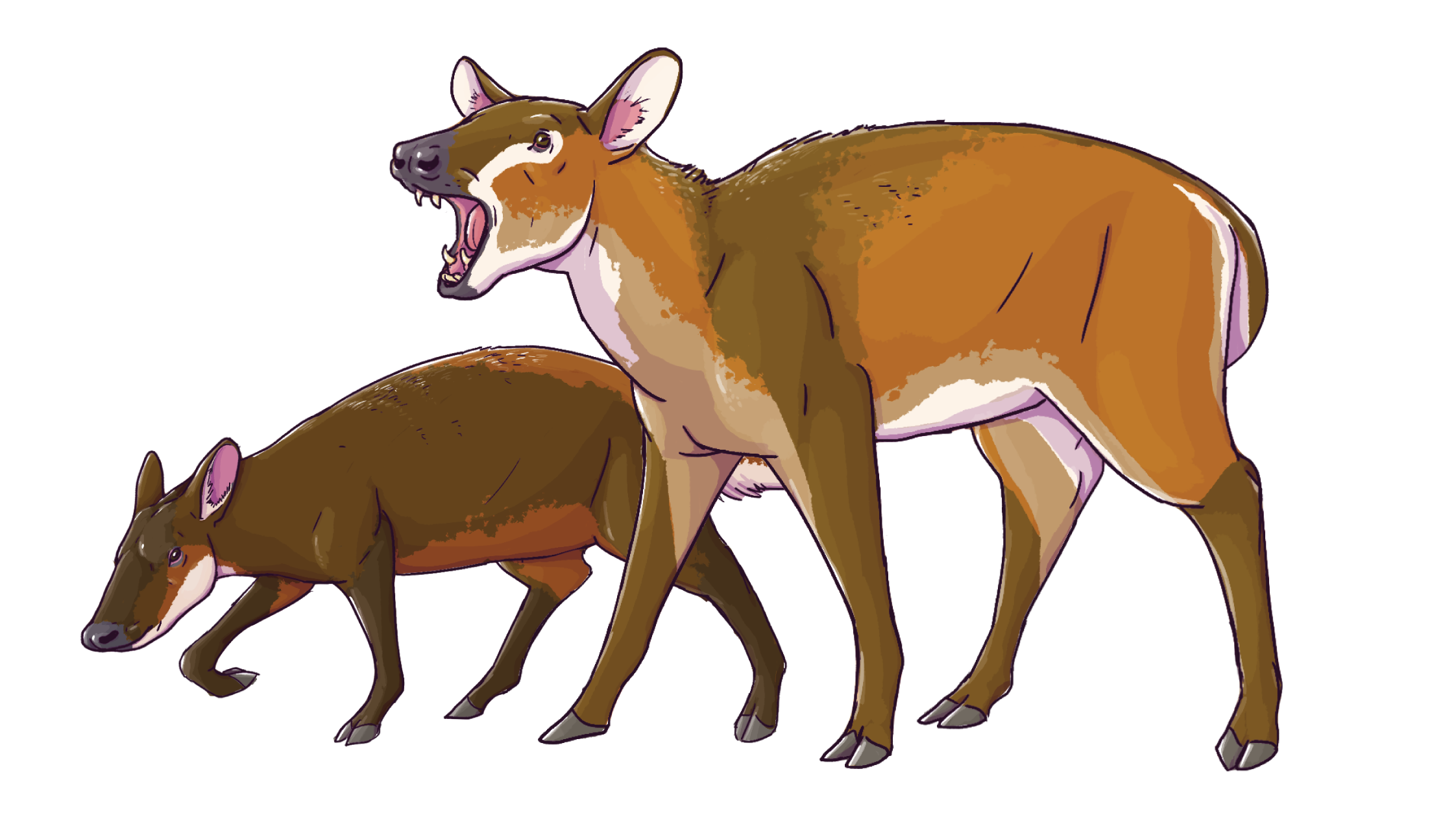
Ricostruzione delle specie B. curtum (a sinistra) e B. insigne